# Ostwestfalen-Lippe
Ostwestfalen-Lippe abreujat com OWL, és una regió de l'estat federal d'Alemanya Rin del Nord-Westfàlia. Ostwestfalen-Lippe és una part oriental de Westfàlia, unida amb la regió de Lippe. La traducció literal del nom d'aquesta regió seria  Westphalia-Lippe oriental. Aquesta regió és congruent amb la superfície de la regió administrativa de Detmold. Hi ha la seu de moltes empreses importants com Bertelsmann, Miele, Dr. Oetker, Melitta, Gerry Weber, Gildemeister AG, Schüco, Wincor Nixdorf, Phoenix Contact i Claas.)

Ostwestfalen-Lippe a Alemanya

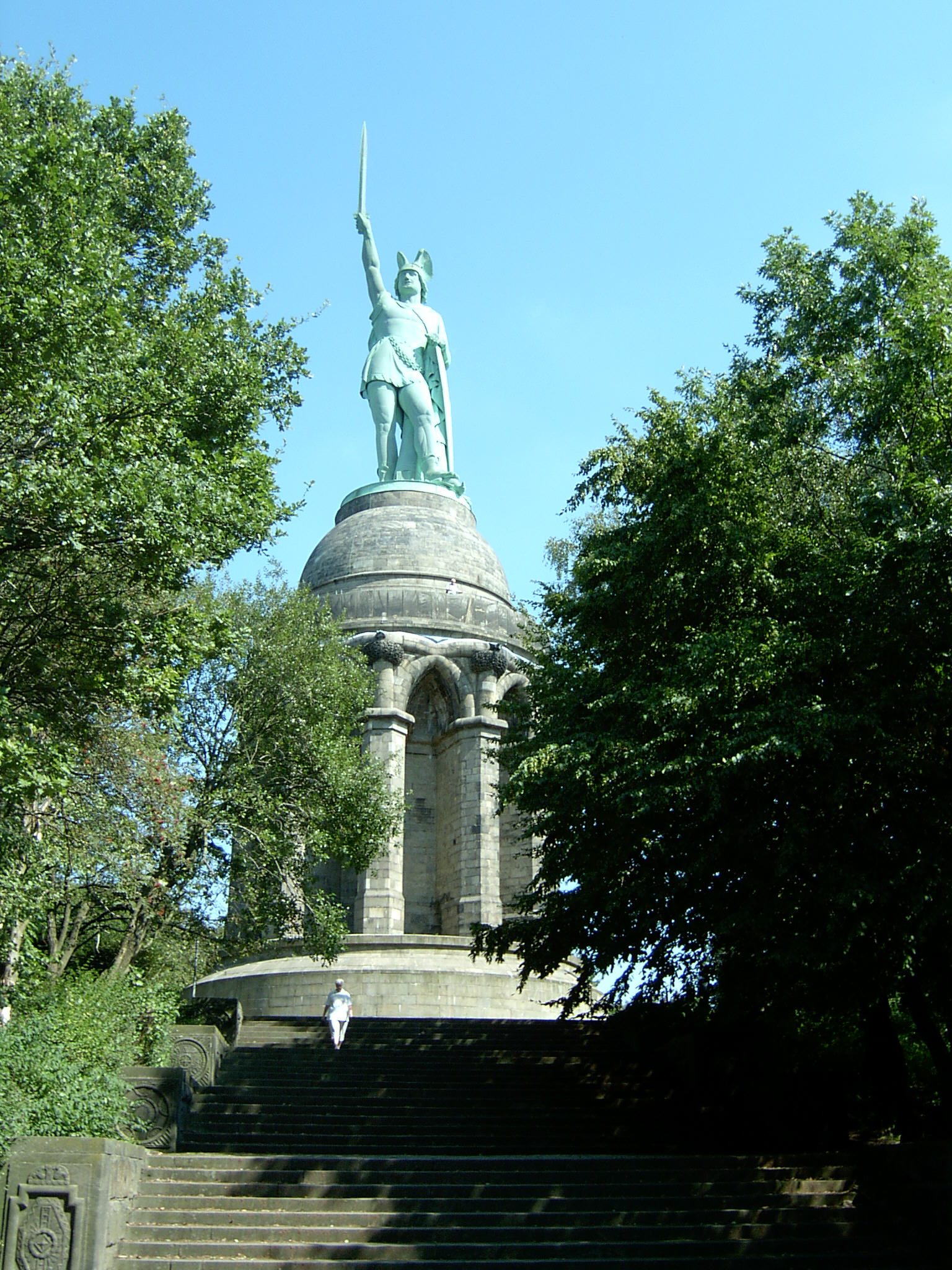
Hermannsdenkmal

Ciutats importants dins aquesta regió són Bielefeld, Paderborn, Gütersloh, Herford, Minden i Detmold. La regió té una població de 2,07 milions d'habitants. El Bosc de Teutoburg travessa la regió i un dels llocs on es veu millor és a Hermannsdenkmal prop de Detmold.